# Peep (album)
Pour les articles homonymes, voir Peep.
Albums de The Rasmus
Playboys
(1997)
Peep est le premier album du groupe The Rasmus, sorti en 1996.

## Liste des titres
Toutes les chansons sont écrites et composées par The Rasmus.
| No  | Titre             | Durée |
| --- | ----------------- | ----- |
| 1.  | Ghostbusters      | 3:35  |
| 2.  | Postman           | 2:38  |
| 3.  | Fool              | 3:43  |
| 4.  | Shame             | 3:30  |
| 5.  | P.S.              | 3:04  |
| 6.  | Julen Är Här Igen | 3:30  |
| 7.  | Peep              | 0:49  |
| 8.  | Frog              | 2:31  |
| 9.  | Funky Jam         | 2:13  |
| 10. | Outflow           | 2:51  |
| 11. | Myself            | 3:50  |
| 12. | Life 705          | 5:43  |
| 13. | Small             | 6:26  |